# Ellen Brodkey
Ellen Brodkey, geb. Rosenberg, geschiedene Schwamm (* 4. März 1934 in New York City) ist eine US-amerikanische Schriftstellerin. Ihre beiden Romane veröffentlichte sie 1978 und 1983 unter dem Namen Ellen Schwamm. Sie lebt in Manhattan.

## Leben
Ellen Rosenberg wurde 1934 geboren. Nichts aus ihrer Kindheit und Jugend ist bekannt, nur vereinzelte Details aus ihren Jahren als junge Frau sind publik: 1955 wurde zunächst die bevorstehende, dann die vollzogene Eheschließung der “Connecticut CollegeAlumna” mit Jay Marc Schwamm bekanntgegeben. In den späten 1950er-Jahren lernte Ellen Schwamm Anatole Broyard kennen, der Kontakt mit dem Autor und Kritiker blieb über die folgenden Jahrzehnte bestehen: Überliefert sind die Teilnahme Schwamms an einem Workshop in den 1970er-Jahren und freundschaftlich-kollegialer Austausch weiterhin.
Ellen Schwamm debütierte in ihren Vierzigern mit dem Roman Adjacent Lives. Als „remarkable first novel“ erfuhr die Liebesgeschichte positive Rezeption, nicht zuletzt aufgrund ihres Sinnes für Ironie. Die New York Times zitierte als Beleg  – in einem Artikel, der Schwamms Titel samt Autorenfoto zum Aufmacher hatte – folgende Passage: „She reaches up for his neck…. His body is silken, long, lean and silken. He has long silken flanks. She wonders what flanks are. She is not certain, but he has them, of that she is certain. She wonders what his body looks like. Her eyes are closed. She wonders if his are. She looks. They are. She closes hers again.“ Der Roman wurde in mehrere Sprachen, darunter Schwedisch, Dänisch, Spanisch und Italienisch, übersetzt.
In die Zeit nach Schwamms erster Einzelveröffentlichung fällt die Bekanntschaft mit Harold Brodkey. Die damals verheiratete Autorin  – zudem Mutter eines Sohnes – und der seit geraumer Zeit geschiedene Autor sollen zufällig bei Books & Company aufeinander getroffen sein. Sie verliebten sich und kamen rasch zusammen, nach zwei Wochen sei Schwamm zu ihrem neuen Partner gezogen. 1980 heiratete das Paar. Die Lebens- und Arbeitsgemeinschaft währte bis zu Harold Brodkeys Tod 1996. In einem Nachruf wurde erwähnt, dass seine Frau einem Reporter von People gegenüber geäußert habe, das Paar wolle in einem Doppelsarg bestattet sein. Nachdem Brodkey seine AIDS-Erkrankung in The New Yorker öffentlich bekannt gemacht hatte, erschien sein Artikel Dying. An Update (7. Februar 1994) illustriert mit zwei großen Fotografien von Ellen und Harold Brodkey als Liebespaar, die Bildunterschrift lautete: “The author and his wife at their home in New York City”.
1983 war ein zweiter Roman von Ellen Schwamm erschienen, How He Saved Her: „If John Cheever and Goethe conspired to write a late 20th-century novel with a feminist perspective, How He Saved Her might be it.“, hieß es dazu in einer Rezension.
Ellen Schwamm Brodkey lebt in der vormals gemeinsamen Wohnung in der West 88th Street. Sie, von der es heißt, dass sie wesentlich zur Fertigstellung und Veröffentlichung von Brodkeys The Runaway Soul (1991) beigetragen hatte, hat sich auch um die Erschließung und Aufarbeitung seines Nachlasses verdient gemacht.
Ins Deutsche war ihr erster Roman ein Jahr nach Erscheinen der Originalausgabe übertragen worden: Die Berührung lautete der Übersetzungstitel bei Kiepenheuer & Witsch. 1983 erschien eine Taschenbuchausgabe in erster und zweiter Auflage (rororo), 2018 brachte der ursprüngliche Verlag eine Neuausgabe in der KiWi Bibliothek heraus – Autorenname war jetzt Ellen Brodkey.

## Werk
- Adjacent Lives. A novel. Knopf, New York, 1978.
  - deutsch: Die Berührung. Aus dem amerikanischen Englisch von Jochen Eggert. Kiepenheuer & Witsch, Köln, 1979.
- How He Saved Her. Knopf, New York, 1983.